# 食罪者
食罪者（英語：Sin-eater），一種在英格蘭、蘇格蘭與威爾斯地區，因民俗信仰而出現的職業。他們的工作是在葬禮中，透過宗教儀式，來淨化往生者的罪。
食罪者通常是窮人，或是行乞為生的流浪漢，但是在一些村莊裏面，也有專門以此為職業，為這個村莊服務的人。他們負責在葬禮上吃喝，並得到喪家給與的小費。人們相信，亡者在世時的罪行，可以因此而轉移給食罪者，使得亡者的靈魂能夠安息。
在文獻上，最後一個已知的食罪者，是英格蘭施洛普郡的理查德·孟斯羅（Richard Munslow）。他在1906年過世之後，這個行業在英國已正式絕跡。